# 西秋愛菜
西秋 愛菜（にしあき あいな、1986年10月10日 - ）は、日本のモデル。千葉県出身。身長169cm、血液型はO型。スペースクラフトに所属。

## 出演

### テレビ

#### バラエティ番組
- ミッキーキッズ （テレビ東京）
- 親知らずバラエティー 天使の仮面!! （1996年、テレビ朝日）
- (秘)ひらめ筋 （2005年、日本テレビ）
- ひらめ筋GOLD（2005年10月 - 2006年3月、日本テレビ）
- ド短期ツメコミ教育!豪腕!コーチング!!（2006年4月 - 2007年、テレビ東京） - 「芸能人こそ東大へ行け!」プロジェクト参加
- サスケマニア（2008年4月27日・5月4日・11日・18日・25日、TBSテレビ） - 「2008マッスルクイーン決定戦」出演

#### テレビドラマ
- まだ恋は始まらない（1995年、フジテレビ） - 高沢由紀 役
- Tokyo23区の女 『豊島区の女』（1996年、フジテレビ）
- 踊る大捜査線 第8話（1997年、フジテレビ）
- 金曜時代劇 寺子屋ゆめ指南（1998年、NHK） - お京 役
- 正しい王子のつくり方（2008年、テレビ東京） - 安藤ひとみ 役
- MAGISTER NEGI MAGI 魔法先生ネギま! 16 - 25時限目（2008年、テレビ東京） - 桜咲刹那 役

### 映画
- ラブ★コン（2006年） - 大谷の先輩 役
- 少林少女（2008年） - 緒方愛菜 役
- フレフレ少女（2008年）
- 哀憑歌〜NUMERI〜（2008年）
- 密偵（2016年）[4][5]

### CM
- 日本マクドナルド（1994年）
- 永谷園「煮込みラーメン」（1995年）
- NTTドコモ 「ポケットベル」（1996年） - 妹 役 / 広末涼子と共演
- 石屋製菓「白い恋人ドリンク」（1998年）
- ハウス食品「こくまろカレー」（1998年）
- 大正製薬「パブロン」（1998年 - 2000年） - 竹下景子と共演
- 岩崎本舗「長崎角煮まんじゅう」（2002年 - 2007年、九州ローカル）
- 川口技研「OK網戸」（2003年 - 2009年）
- ジョンソン・エンド・ジョンソン「2ウィークアキュビュー」ビデオ日記篇（2003年） - 相武紗季と共演
- 積水ハウス「キッチン」篇（2006年）
- シーメンス補聴器「eDigitalシリーズ」（2006年）
- コーセーコスメポート「ソフティモ エアリーホイップ」（2007年） - 神田うのと共演
- すき家「高菜明太マヨ牛丼」（2008年3月）
- 伊藤ハム 中元ギフト「全国のみなさんへ」夏編（2008年6月） - 娘 役 / 田村正和と共演
- NTTドコモ 企業「応援」篇（2008年） - ラクロス部の女子大生 役
- 三井住友フィナンシャルグループ LEAD THE VALUE「提案・解決力/リテールバンキングカレッジ」篇（2008年）
- NEXCO中日本「遠距離恋愛」篇（2010年）
- アート引越センター（2011年 - ）
- 日建学院（2011年 - ）
- クロレッツ（2012年 - ）[6] - 玉木宏と共演
- 高松建設「情熱のリズム」篇（2019年 - ）
- ネスレ日本「ネスカフェ エクセラ」（2021年）[7][8]

### スチール
- ソースネクスト 筆王ZERO（2008年） - プロモーションキャラクター

### コンテンツ
- BeeTV「キス×kiss×キス Chapter2」

## 写真集
- 今田耕司が撮った13人のオンナ（2016年12月13日、撮影：今田耕司、光文社）ISBN 978-4-334-90217-9 - 出演モデルの1人[9]